# Bushwick

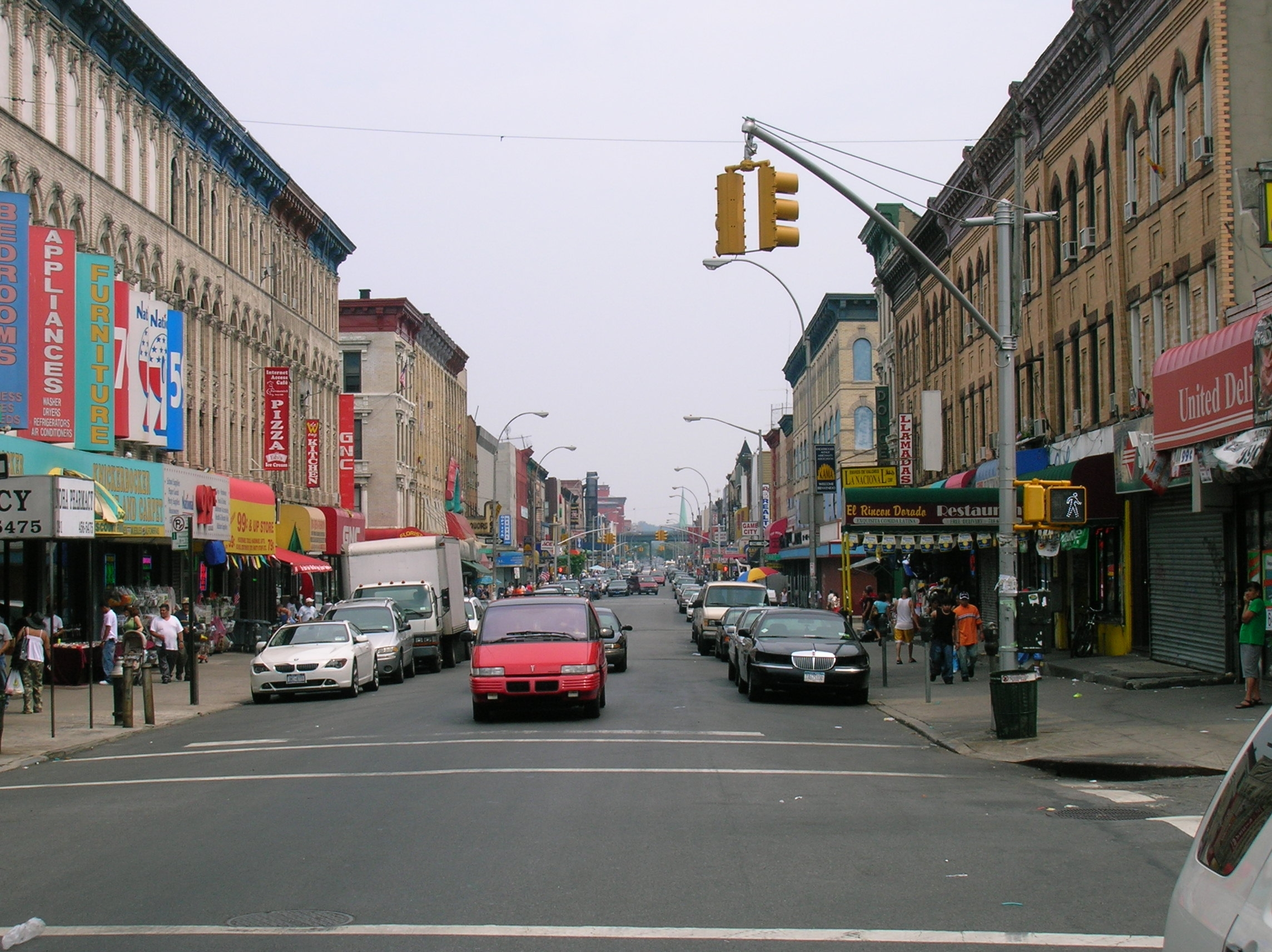
Knickerbocker Avenue, eine Einkaufsmeile im Süden des Maria Hernandez Park

Bushwick ist ein Stadtteil im Norden des Stadtbezirks (Borough) Brooklyn in New York City. Es war einst eine eigenständige Stadt und wurde im Laufe seiner Geschichte verschiedenen territorialen Veränderungen unterzogen. Seit den 2010er Jahren ist der Stadtteil bekannt für seine Streetart und Graffiti.
Bushwick hatte 2020 laut US-Census 120.747 Einwohner. Der Stadtteil bildet alleinig das Brooklyn Community District 4 und hat die ZIP-Codes (Postleitzahlen) 11207, 11221 und 11237. Für Bushwick ist der 83. Bezirk des New Yorker Polizeidepartement zuständig. Kommunalpolitisch wird es durch den 34. und 37. Bezirk des New York City Council (Stadtrat) vertreten.

## Lage

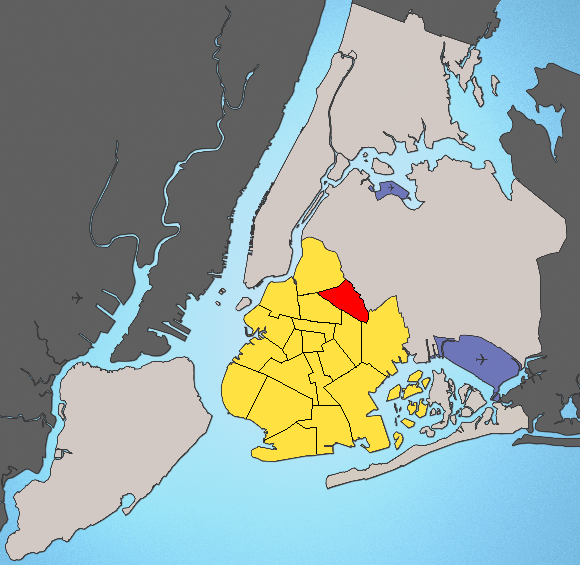
Karte der fünf Stadtbezirke in New York; Bushwick in Rot, das restliche Brooklyn in Gelb

Bushwick nimmt eine Fläche von 5,26 km² ein und grenzt im Nordosten an den Stadtteil Ridgewood in Queens, im Nordwesten an Williamsburg, im Süden an Bedford–Stuyvesant und im Südosten an East New York mit dem Viertel Cypress Hills.
Die Grenzen von Bushwick decken sich mit denen des Brooklyn Community District 4, die im Westen durch den Broadway, im Norden durch die Flushing Avenue, im Osten durch die Borough-Grenze zu Queens und durch den Brooklyner Teil des Cemetery of the Evergreens im Süden gebildet werden. Das in East Williamsburg befindliche Industriegebiet zwischen der Flushing Avenue im Süden, der Bushwick Avenue im Osten und der Grand Street im Norden wird manchmal ebenfalls zu Bushwick gezählt und gelegentlich auch als „Industrial Bushwick“ bezeichnet.
Bushwick ist an mehrere Linien der New York City Subway angebunden. Entlang des Broadways an der Grenze zu Bedford–Stuyvesant führen die Linien  und . Die Linie  durchquert den Stadtteil von West nach Ost Richtung Queens. Entlang der Wyckoff Avenue verkehrt die von Greenwich Village in Manhattan nach Canarsie im Osten von Brooklyn führende Linie .

## Statistik

### Demografie

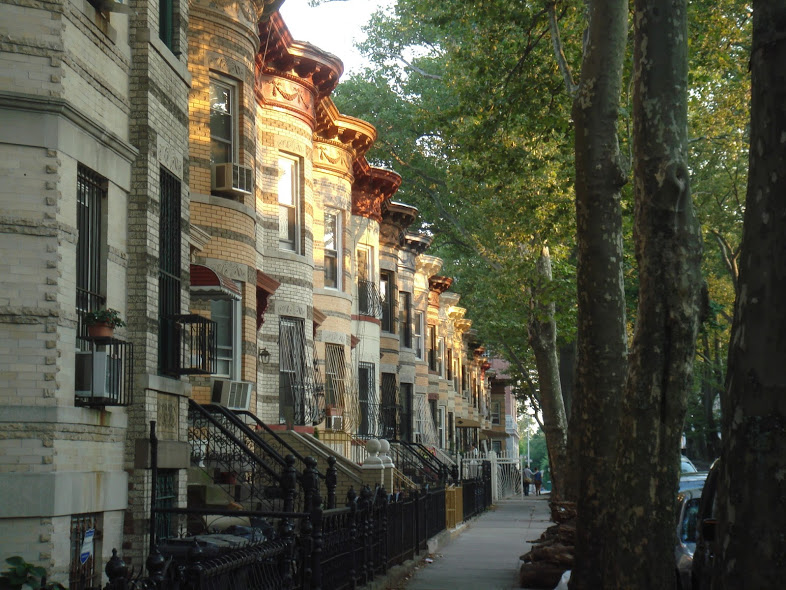
Reihenhäuser in Bushwick

Laut Volkszählung von 2020 hatte Bushwick 120.747 Einwohner bei einer Einwohnerdichte von knapp 22.956 Einwohner pro km². Im Stadtteil lebten 27.883 (23,1 %) Weiße, 61.627 (51 %) Hispanics und Latinos, 18.163 (15 %) Afroamerikaner, 7.402 (6,1 %) Asiaten, 1.584 (1,3 %) aus anderen Ethnien und 4.088 (3,4 %) aus zwei oder mehr Ethnien. Obwohl dieser Stadtteil viele verschiedene Ethnien beherbergt, ist die Bevölkerung relativ homogen. So liegt der Racial Diversity Index laut Furman Center bei 0,5. Damit lag Bushwick im Jahr 2007 auf Platz 35 einer Diversitäts-Rangliste der New Yorker Stadtviertel.
Die meisten Bewohner sind Hispanic-Amerikaner, wobei Latinos aus Puerto Rico und der Dominikanischen Republik die Mehrheit bilden. In den letzten Jahren gab es aber auch eine Zunahme der gebürtigen Amerikaner sowie anderer Latinogruppen, vor allem Einwanderer aus Mexiko. Zudem stammt ein großer Bevölkerungsanteil aus Südamerika. Da 51 % der Bevölkerung Hispanics sind, haben die Bewohner viele Unternehmen geschaffen, um ihre verschiedenen nationalen Traditionen zu pflegen und um Lebensmittel und andere Produkte zu erhalten. Im Jahr 2008 betrug das mittlere Haushaltseinkommen des Stadtteils 28.802 US-Dollar. 32 % der Bevölkerung fiel unter die Armutsgrenze, so dass Bushwick der siebtärmste Stadtteil von New York City war. Über 75 % der Kinder wurden in Armut geboren.

### Gebäude
Die Gebäude in Bushwick sind meist Sechs-Familien-Wohnhäuser und Zwei- oder Drei-Familien-Stadthäuser. Das Durchschnittsalter der Gebäude beträgt 76 Jahre. Mehr als 91 % aller Wohnräume stehen in etwa 400 Meter Reichweite eines Parks und mehr als 97 % sind maximal 800 Meter von einer U-Bahn-Station entfernt.
Die Durchschnittsmiete betrug im Jahr 2007 795 US-Dollar. Eine von sechs Wohnungen wird subventioniert und eine von drei Mieten wird geregelt. Vier Prozent der Mieter leben in extrem überfüllten Behausungen. Unbebaute Grundstücke stellen in Bushwick 4,1 % der Fläche dar, damit rangiert es auf der Liste der unbebauten Stadtviertel auf Platz 21.
Im Jahre 2007 waren 18,7 % der Bewohner Wohnungseigentümer.

## Kunst

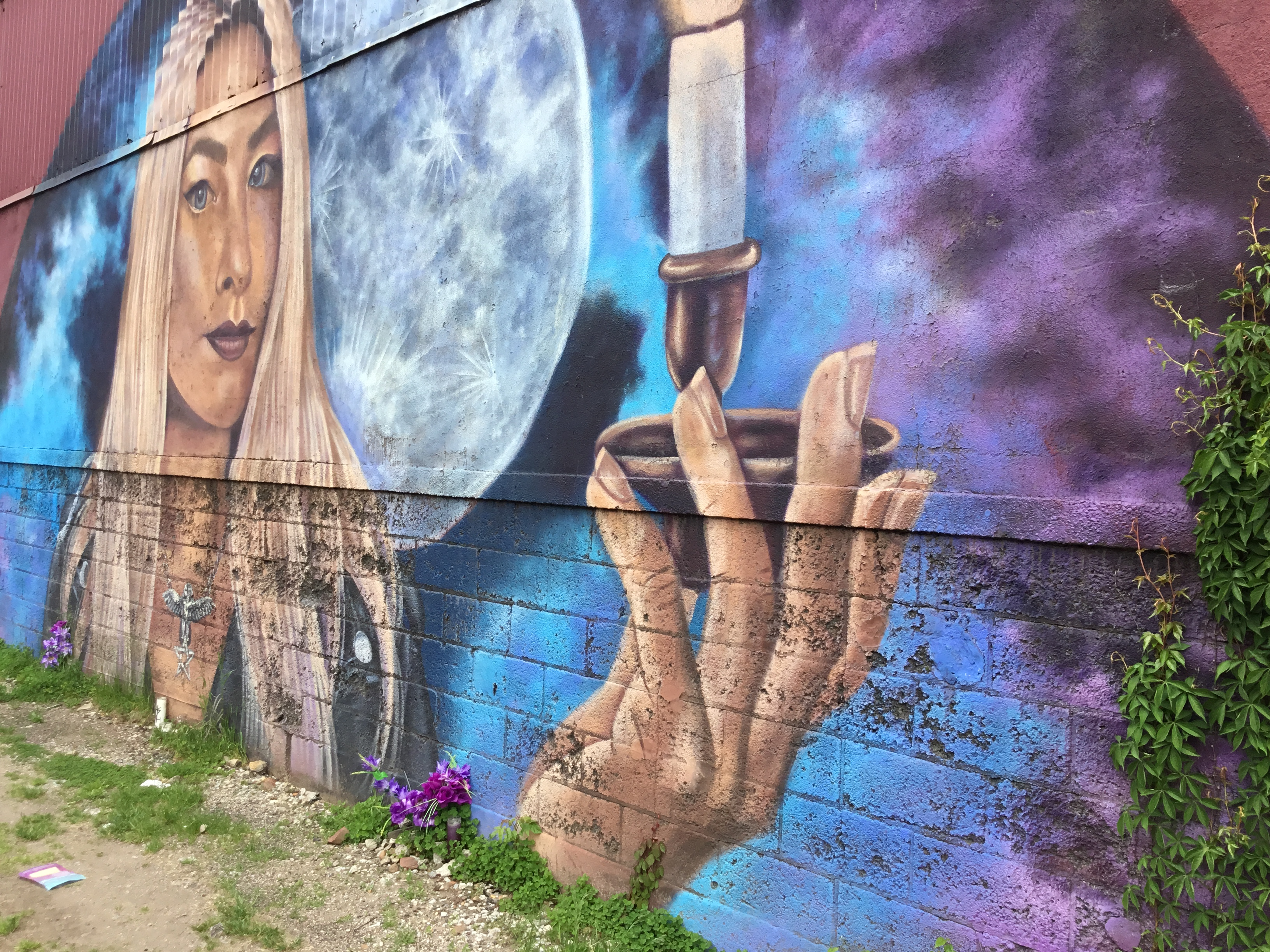
Street Art in Bushwick

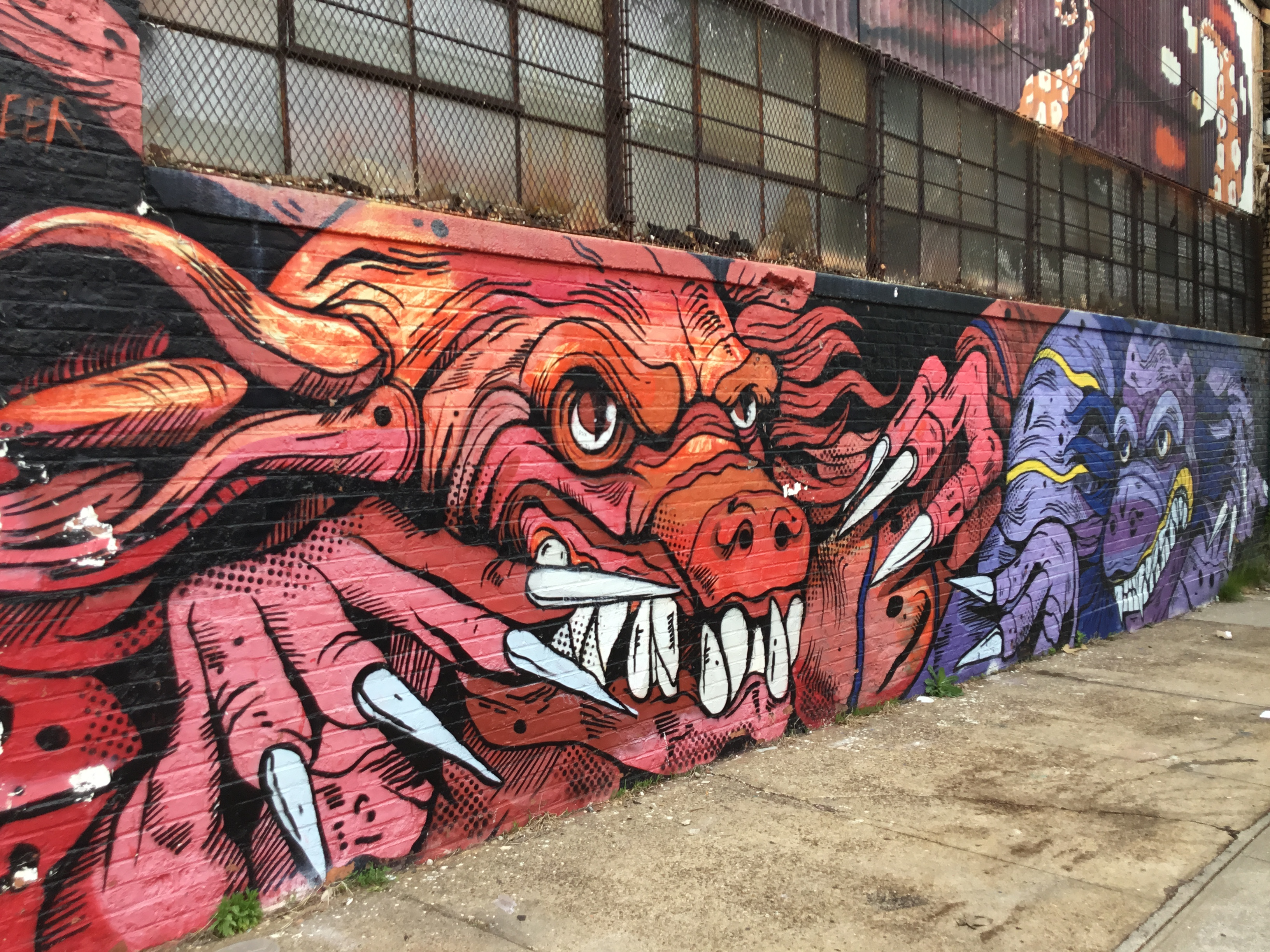
Street Art

Eine weiterhin florierende und wachsende Künstlergemeinde existiert in Bushwick seit Jahrzehnten. Es gibt Dutzende von Ateliers und Galerien im gesamten Stadtviertel, verstreut zwischen den U-Bahnlinien sowie rund um die Myrtle Avenue. Verschiedene Projekte sollen den öffentlichen Zugang zu Ateliers und Galerien ermöglichen, außerdem gibt es eine Reihe von Internetseiten, die sich der Förderung der Kunst im Viertel widmen und Veranstaltungen organisieren. Künstler in Bushwick zeigen ihre Werke oft in privaten Räumen. In den 2010er Jahren etablierte sich das Projekt „Bushwick Collective Street Art“, das seitdem Streetart in Form von Wandbildern und Graffiti großflächig insbesondere in den Straßen rund um den „Maria Hernandez Park“ an Gebäude anbringt und teilweise ganze Häuserwände verziert.
Der Film Bushwick ist ein amerikanischer Thriller aus dem Jahr 2017, der von Jonathan Milott und Cary Murnion gedreht und von Nick Damici und Graham Reznick geschrieben wurde. Der Film handelt von einem ehemaligen Corpsmen des US Navy Hospital (Dave Bautista) und einer jungen Doktorandin (Brittany Snow), die während der Invasion einer mysteriösen, schwer bewaffneten Miliz ein Zweckbündnis eingehen müssen. Gedreht wurde am Originalschauplatz.

## Behörden
- NYPD – 83. Polizeidienststelle

R train, Bushwick Collective

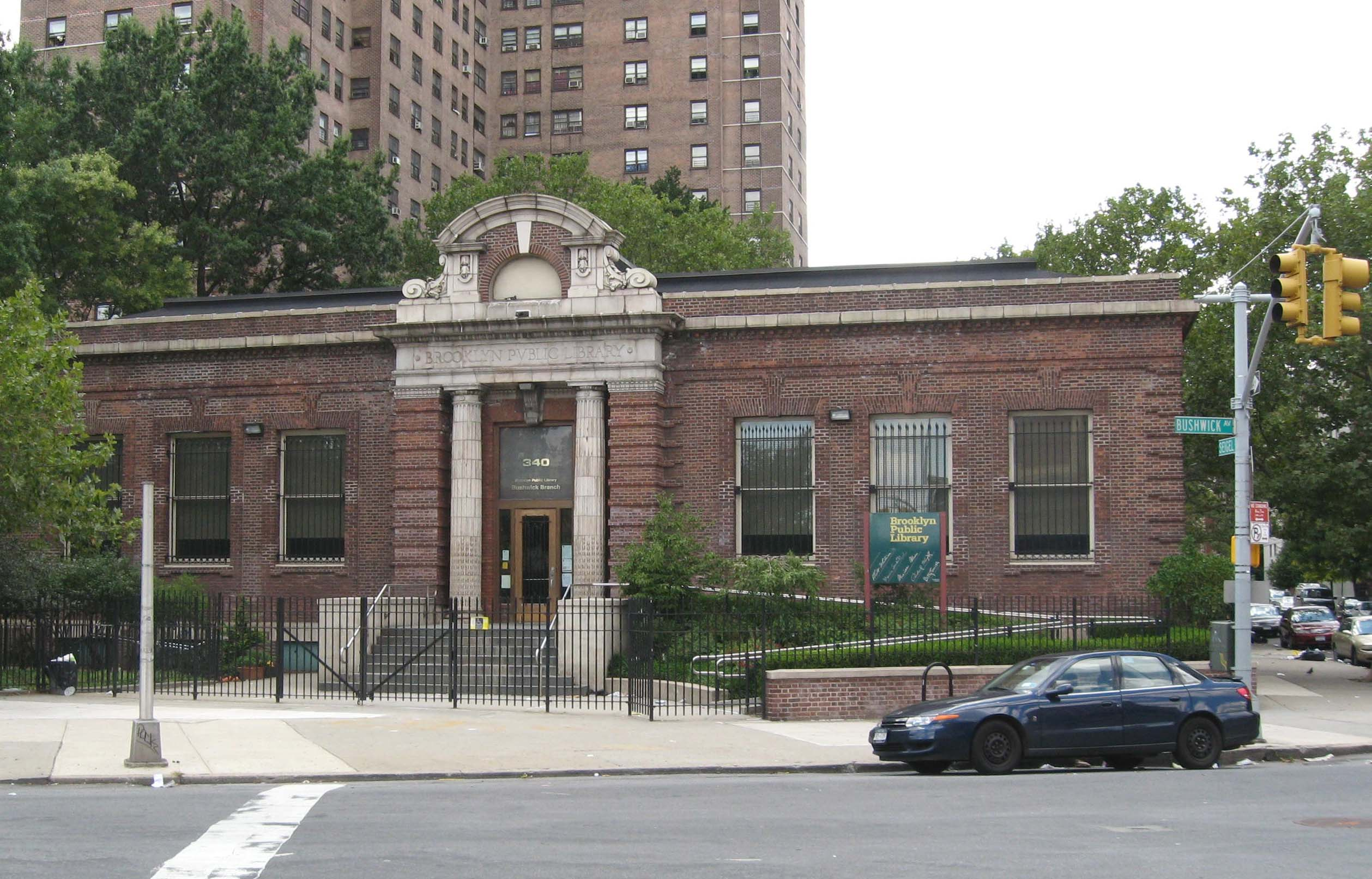
Bushwicks Brooklyn Public Library, Bushwick Branch

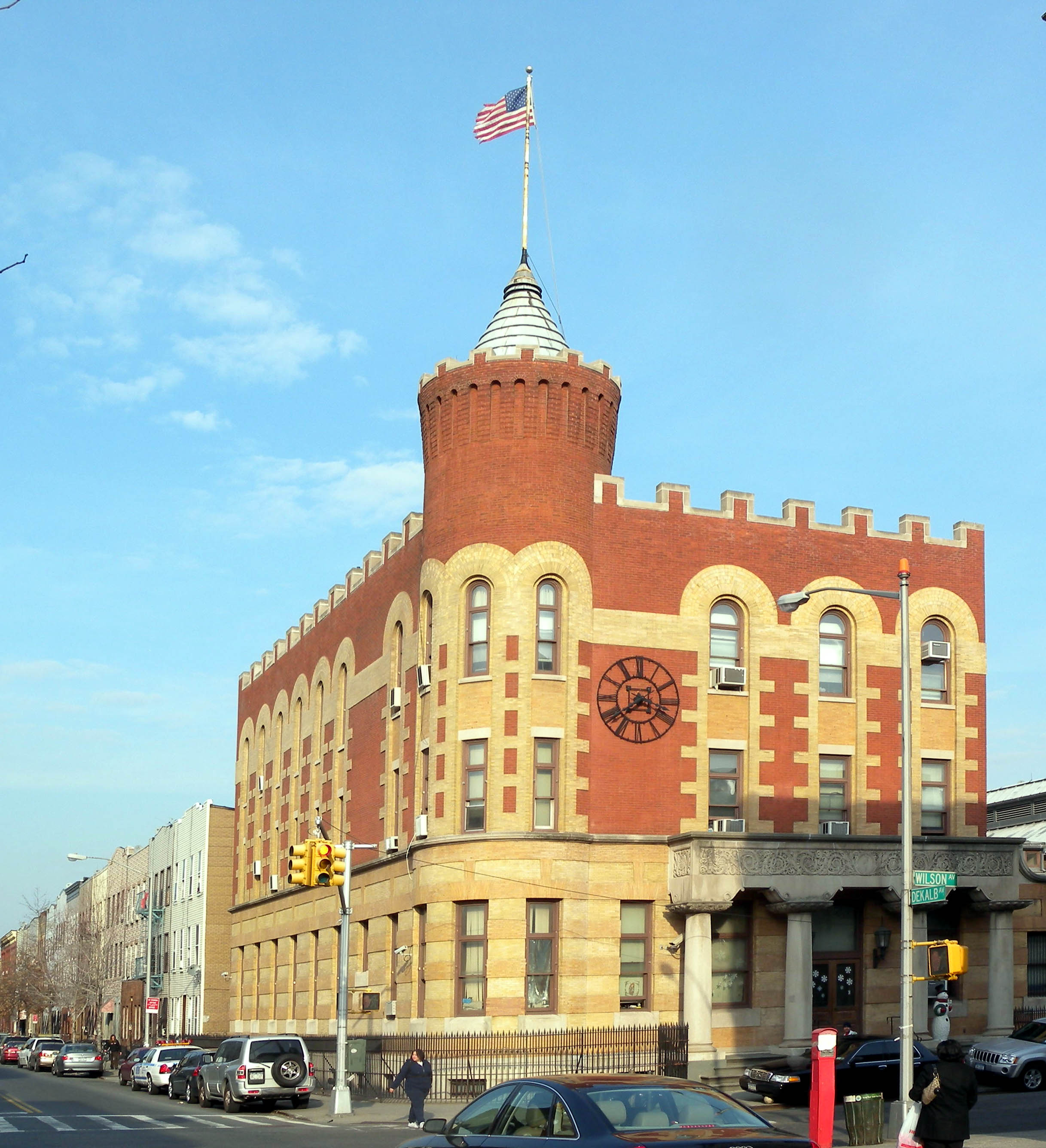
Brooklyn North Task Force, gelistet im National Register of Historic Places

- FDNY – Engine Company 277/Ladder Company 112 „House of Pain“, Engine Company 218 „Bushwick Bomberos“, Engine Company 237, Squad 252 und EMS 37Vl
- Krankenhaus – Wyckoff Heights Medical Center, Woodhull Medical and Mental Health Center (Sitz in Bedford–Stuyvesant jedoch auch für Bushwick zuständig)
- Brooklyn Public Library – Dekalb Branch, Bushwick Branch und die Washington Irving Branch
- United States Postal Service – Wyckoff Heights Station und Bushwick Station

## Sozialer Wohnungsbau
Drei Sozialbauten aus dem Programm New York City Housing Authority (NYCHA) sind in Bushwick angesiedelt. Sie sind hauptsächlich von Familien mit niedrigem Einkommen bewohnt:
- Bushwick II CDA (Group E); fünf dreistöckige Gebäude
- Hope Gardens; sieben vierstöckige und ein vierzehnstöckiges Gebäude
- Palmetto Gardens; ein sechsstöckiges Gebäude

## Persönlichkeiten

### Schauspieler
- Jackie Gleason (1916–1987)
- Rick Gonzalez (* 1979)
- Kenneth McMillan (1932–1989)
- Charlie Murphy (1959–2017), Komiker
- Eddie Murphy (* 1961), Komiker
- Rosie Perez (* 1964)
- Vincent Schiavelli (1948–2005)
- Connie Stevens (* 1938)
- Mae West (1893–1980)
- Dondre Whitfield (* 1969)

### Künstler
- Jules de Balincourt
- Henry Matyjewicz
- André Pierre Charles, Graffiti-Künstler

### Musiker
- Joell Ortiz, Rapper (Slaughterhouse)
- Da Beatminerz, Hip-Hop-Produzententeam
- D-Stroy, Arsonists (Rap Gruppe)
- Julius La Rosa (* 1930), Sänger
- Harry Nilsson (1941–1994), Sänger/Songwriter
- Jeannie Ortega, Sängerin
- OC, Rapper
- Tony Touch, Rapper und DJ
- Timbo King, Rapper
- Q-Unique, Rapper
- Daptone Records, Indie-Musiklabel
- Bushwick Bill, Rapper
- 6ix9ine, Rapper

### Politiker
- John Francis Hylan (1868–1936), Bürgermeister von New York City
- Ryan J. Davis (* 1982), Regisseur und Social Media Director bei Blue State Digital

### Sportler
- Phil Rizzuto (1917–2007), Baseballspieler und Sportkommentator